# Marquesat de l'Argentera
El Marquesat de l'Argentera és un títol nobiliari espanyol creat el 3 de juliol de 1918 pel rei Alfons XIII a favor d'Eduard Maristany i Gibert, director de la Companyia dels Ferrocarrils de Tarragona a Barcelona i França (Madrid-Saragossa-Alacant), en reconeixement de la seva tasca en la construcció del túnel ferroviari, conegut com a túnel de la Torreta, a l'Argentera, Baix Camp.

## Marquesos de l'Argentera
| I   | Eduard Maristany i Gibert       | 1918-1941           |
| II  | Carles Maristany i Benito       | 1941-1962           |
| III | María Luisa Maristany y Marqués | 1963-2003           |
| IV  | Luis Eduardo Pilon y Maristany  | 2004-2021           |
| V   | Luis Fernando Pilon Vilá        | 2021-actual titular |

## Història dels Marquesos de l'Argentera
- Eduard Maristany i Gibert (1855-1941), I marquès de Argentera.

1. Casat amb María de los Dolores Benito Endara. El succeí el seu fill:

- Carles Maristany i Benito († en 1962), II marquès de Argentera. El succeí:

- María Luisa Maristany y Marqués, III marquesa de Argentera. La succeí el seu fill:

- Luis Eduardo Pilon y Maristany, IV marquès de Argentera.